# Dream High
Dream High (드림하이?, Deurim ha-iLR) è una serie televisiva sudcoreana trasmessa su KBS2 dal 3 gennaio al 28 febbraio 2011, seguita il giorno seguente dal Dream High Special Concert, tenutosi a Seul; è stata anche adattata in un musical teatrale giapponese, con Yuya Matsushita e Nanaka del gruppo Bright nei ruoli principali, messo in scena al New National Theatre Tokyo dal 3 luglio al 20 luglio 2012.
In italiano ha esordito su Super! il 1º settembre 2013 in prima serata: gli episodi, della durata originale di 65 minuti, sono poi continuati al pomeriggio, divisi in puntate da 30 minuti l'una, con vari tagli. Dal 30 ottobre 2013 al 10 gennaio 2014 è stata pubblicata in versione integrale, a ritmo di tre episodi a settimana, sul canale ufficiale YouTube dedicato al serial.
Un sequel con un nuovo cast è andato in onda dal 30 gennaio al 20 marzo 2012.

## Trama
Sam Ko è una ragazza adolescente di buona famiglia e vive a Seul insieme al padre Ben e alla sorellina Julie, mentre la madre Connie è morta di malattia otto anni prima. Viziata, snob e arrogante, Sam studia fin da quando era piccola per diventare una cantante lirica e guarda dall'alto in basso ogni altro genere musicale. La sua unica amica è la timida e insicura Becky Yoon, che, vedendo in Sam un esempio da seguire, la imita e la segue dappertutto, tanto da essere soprannominata "l'ombra di Sam". Quando la società di Ben fallisce, l'uomo dice a Sam di rivolgersi al professore della Kirin Art School Matt Kang e, oberato dai debiti, scappa in Canada; nonostante Sam detesti Matt perché era l'amante della madre, è costretta a chiedergli ospitalità per lei e la sorellina dopo che il sequestro della casa le ha lasciate senza un posto dove vivere. Mike Doo Shik, uno dei creditori di Ben, obbliga Sam a firmare un contratto, secondo il quale la ragazza dovrà frequentare la Kirin Art School, che prepara giovani cantanti del panorama musicale coreano, così da diventare famosa in breve tempo per ripagare i debiti. Sicura di poter superare le selettive audizioni per essere ammessi, Sam accetta la sfida. Intanto, il fondatore della Kirin, Julian Myung, torna in Corea dopo tre anni di assenza per presiedere le audizioni, per la prima volta aperte a tutti. Sam e Becky si presentano insieme alle audizioni, ma solo Becky viene scelta; tuttavia, mancando tre nuovi studenti ai cento previsti, Sam viene comunque ammessa insieme ad altri due ragazzi che, seppur non abbiano sostenuto nessuna audizione, Myung considera promettenti, cioè Dylan Hyun, figlio illegittimo di un importante uomo d'affari che vuole candidarsi sindaco, e Brian Dong, un ingenuo campagnolo che non ha mai conosciuto suo padre. In cambio dell'approvazione degli altri professori a queste tre ammissioni speciali, Myung rinuncia alla sua carica e fa ritorno in Cina. Tuttavia, invece di far frequentare a Sam, Dylan e Brian le lezioni regolari come tutti gli altri studenti, il nuovo direttore li manda al corso base, dove gli alunni considerati senza talento vengono praticamente lasciati a loro stessi senza nessuna preparazione artistica, insieme a Matt, che da troppi anni non consegue risultati soddisfacenti secondo gli standard della scuola. Al corso base si unisce presto anche Kim Pil-sook, una ragazza sovrappeso innamorata di Jason, lo studente migliore della Kirin, mentre Becky, dopo aver scoperto alle audizioni che Sam la considera una nullità, si propone di fare qualunque cosa per battere la ex migliore amica.

## Personaggi

### Personaggi principali
- Sam Ko (in originale: Go Hye-mi), interpretata da Suzy e Lee Joo-yeon (da bambina), doppiata da Giuliana Atepi.
La protagonista, è una ragazza viziata, fredda e impulsiva, ma molto tenace e affronta le difficoltà a testa alta, senza arrendersi mai. Orfana di madre, suo padre Ben se n'è andato in Canada per sfuggire ai creditori, lasciandole una sorellina da mantenere. Desidera diventare una cantante lirica di successo, ma il suo destino cambia radicalmente appena s'iscrive alla Kirin.
- Brian Dong (in originale: Song Sam-dong), interpretato da Kim Soo-hyun, doppiato da Maurizio Merluzzo.
Bravo cantante e compositore, ha un carattere dolce e sensibile, ed è sempre pronto ad aiutare il prossimo. Vive con la madre in campagna, mentre il padre li ha abbandonati. È innamorato di Sam.
- Dylan Hyun (in originale: Hyun Shi-hyuk "Jin-gook"), interpretato da Ok Taec-yeon e Kang Yi-suk (da bambino), doppiato da Ruggero Andreozzi.
Introverso e ribelle, è un ballerino innamorato di Sam, che ha conosciuto da piccolo, anche se lei non lo ricorda, e che cerca sempre di proteggere. È il figlio illegittimo di un importante politico, che preferirebbe mandarlo all'estero per non causare uno scandalo durante le elezioni per la carica di sindaco.
- Becky Yoon (in originale: Yoon Baek-hee), interpretata da Hahm Eun-jung, doppiata da Valentina Pallavicino.
È la timida migliore amica di Sam, fragile e insicura. Quando riesce a superare l'audizione alla Kirin Art School, scopre che Sam la considera una nullità e da quel momento diventa disposta a tutto pur di batterla. È innamorata di Dylan.
- Jason, interpretato da Jang Woo-young, doppiato da Federico Zanandrea.
Un ragazzo riservato, solitario e gentile arrivato alla Kirin dall'America per un interscambio culturale, è un ballerino e cantante molto talentuoso e viene considerato lo studente migliore della scuola. S'innamora di Kim e ha una sorella di nome Janet.
- Kim Pil-sook, interpretata da IU, doppiata da Sabrina Bonfitto.
È una ragazza altruista e sincera, con una bella voce. È un po' cicciottella e per questo viene derisa ed esclusa, ma in seguito perde peso. Ha l'orecchio assoluto e una cotta per Jason.

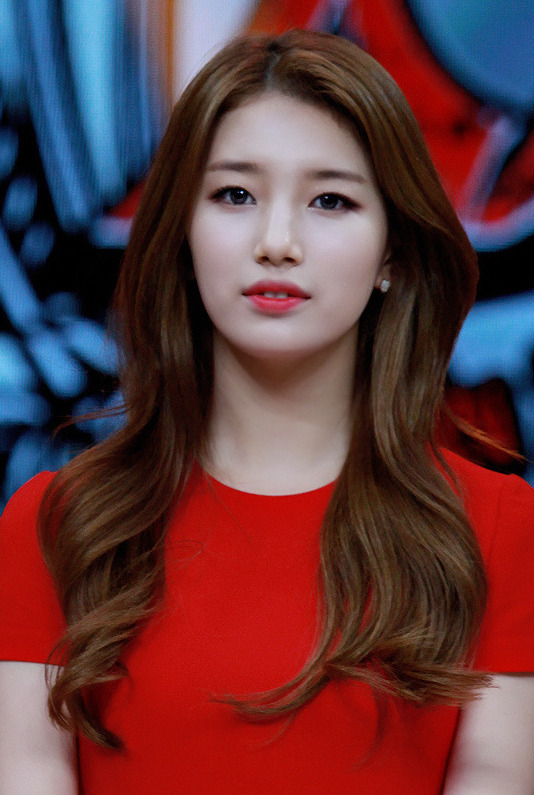
Suzy interpreta Sam.
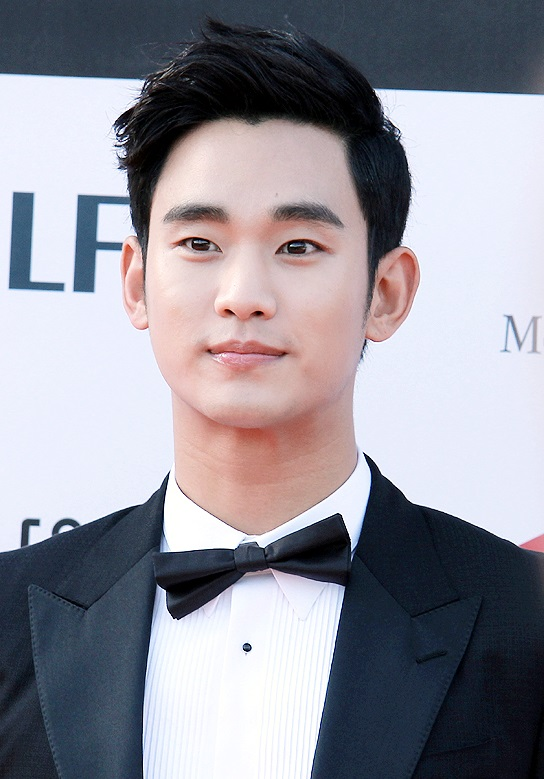
Kim Soo-hyun interpreta Brian.
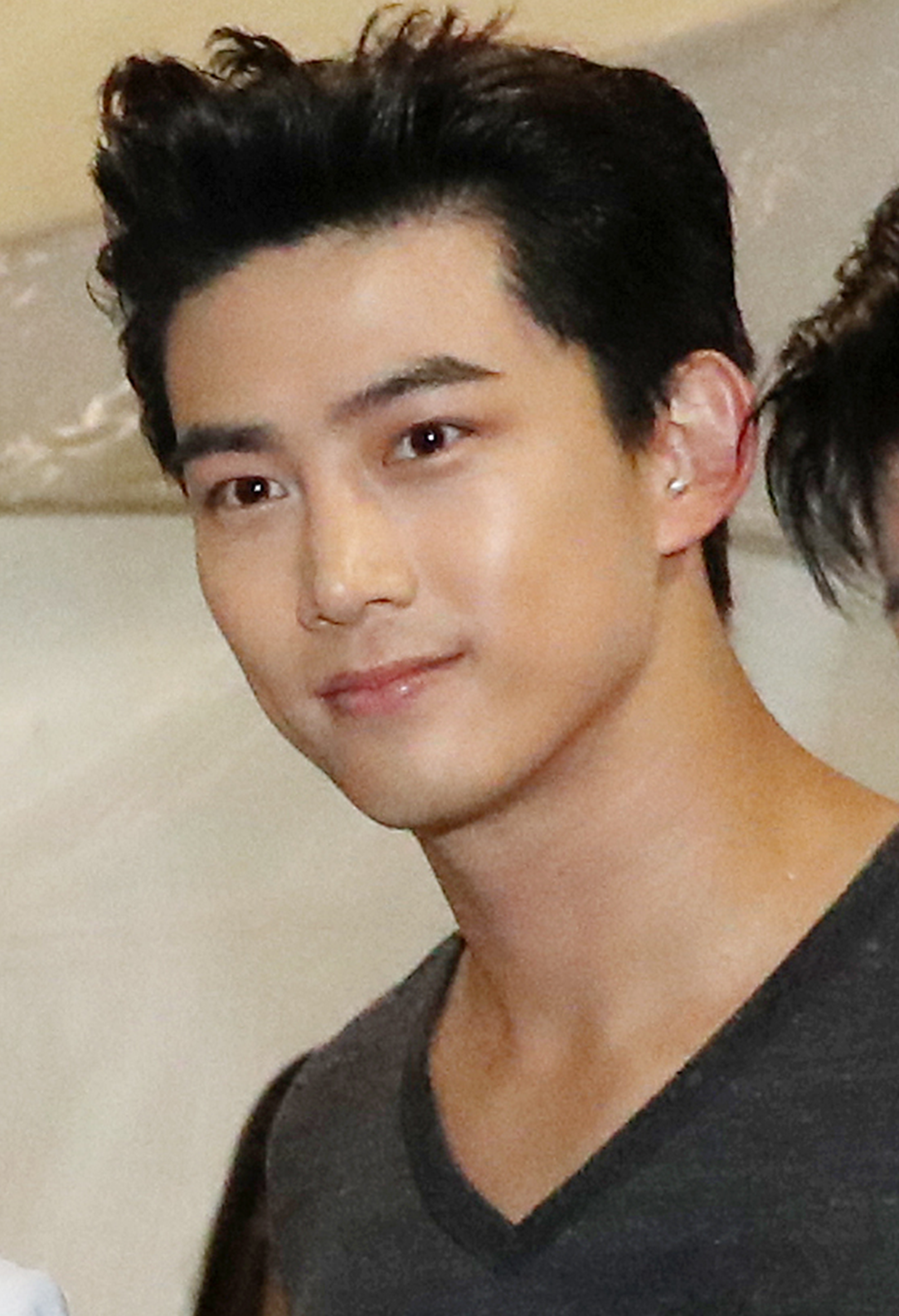
Ok Taec-yeon interpreta Dylan.
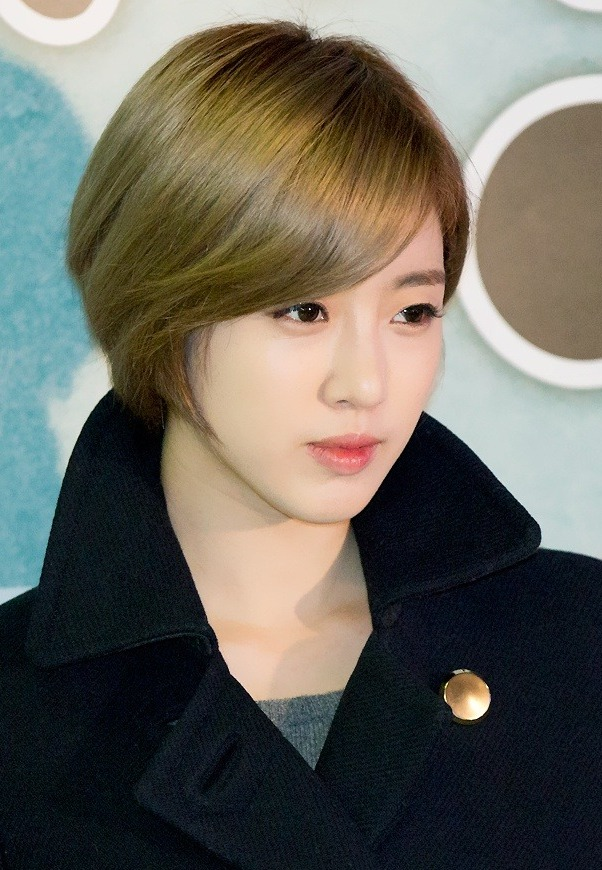
Hahm Eun-jung interpreta Becky.
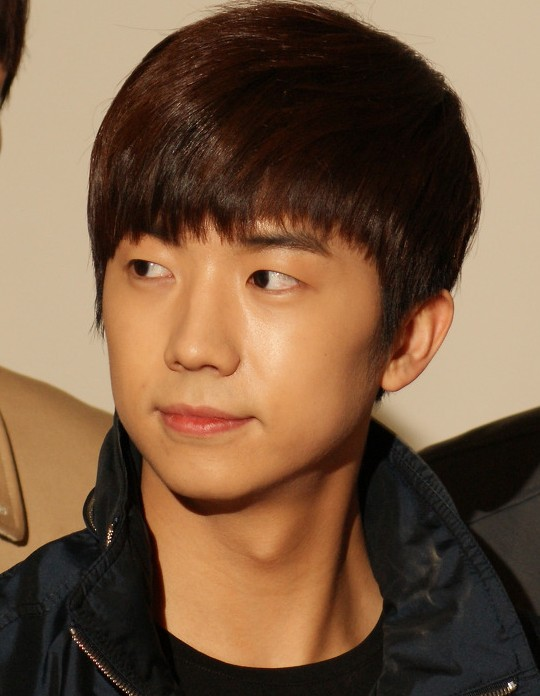
Jang Woo-young interpreta Jason.
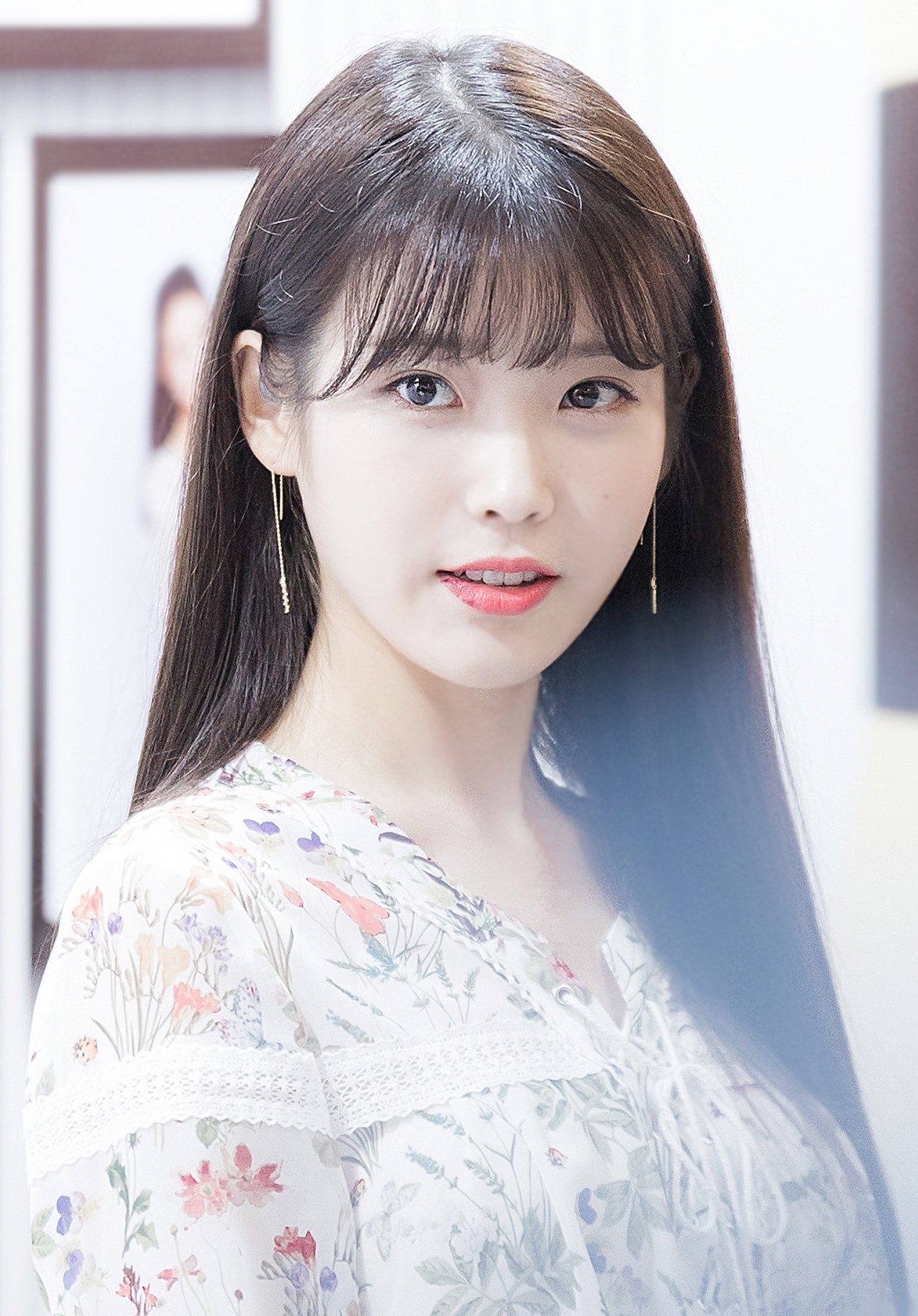
IU interpreta Kim.

### Personaggi ricorrenti
- Mike Doo Shik (in originale: Ma Doo-shik), interpretato da Ahn Gil-kang, doppiato da Claudio Moneta.
È l'uomo con cui il padre di Sam ha contratto dei debiti. In seguito apre un'agenzia per giovani talenti e s'innamora della sorella del professor Kang, Donna, che sposa e dalla quale ha una figlia.
- Donna Kang (in originale: Kang Oh-sun), interpretata da Ahn Sun-young, doppiata da Renata Bertolas.
È la sorella maggiore di Matt e fa la giornalista. Le piacciono i ragazzi giovani.
- Julie Ko (in originale: Go Hye-sung), interpretata da Ahn Seo-hyun e Park Eun-bin (da adolescente), doppiata da Giulia Zorz e Benedetta Ponticelli (da adolescente).
È la sorella minore di Sam e vuole molto bene a Dylan.
- Nam-boon Dong (in originale: Song Nam-boon), interpretata da Lee Hye-sook, doppiata da Dania Cericola.
È la madre di Brian e teme che il figlio rimanga solo; per questo vorrebbe che trovasse una fidanzata.
- Jamar Hyun (in originale: Hyun Moo-jin), interpretato da Choi Il-hwa, doppiato da Marco Balzarotti.
È il padre di Dylan, un importante politico.
- Ben Ko (in originale: Go Byung-jik), interpretato da Park Hyuk-kwon, doppiato da Luca Sandri.
È il padre di Sam e Julie. Ha divorziato dalla moglie Connie quando ha scoperto che aveva un amante.
- Kang Hee-seon, interpretata da Jang Hee-soo, doppiata da Caterina Rochira.
La madre di Becky.
- Seong-gil Choon (in originale: Yoon Seong-gil), interpretato da Park Won-sang, doppiato da Davide Garbolino.
Ha un'importante agenzia per giovani talenti.

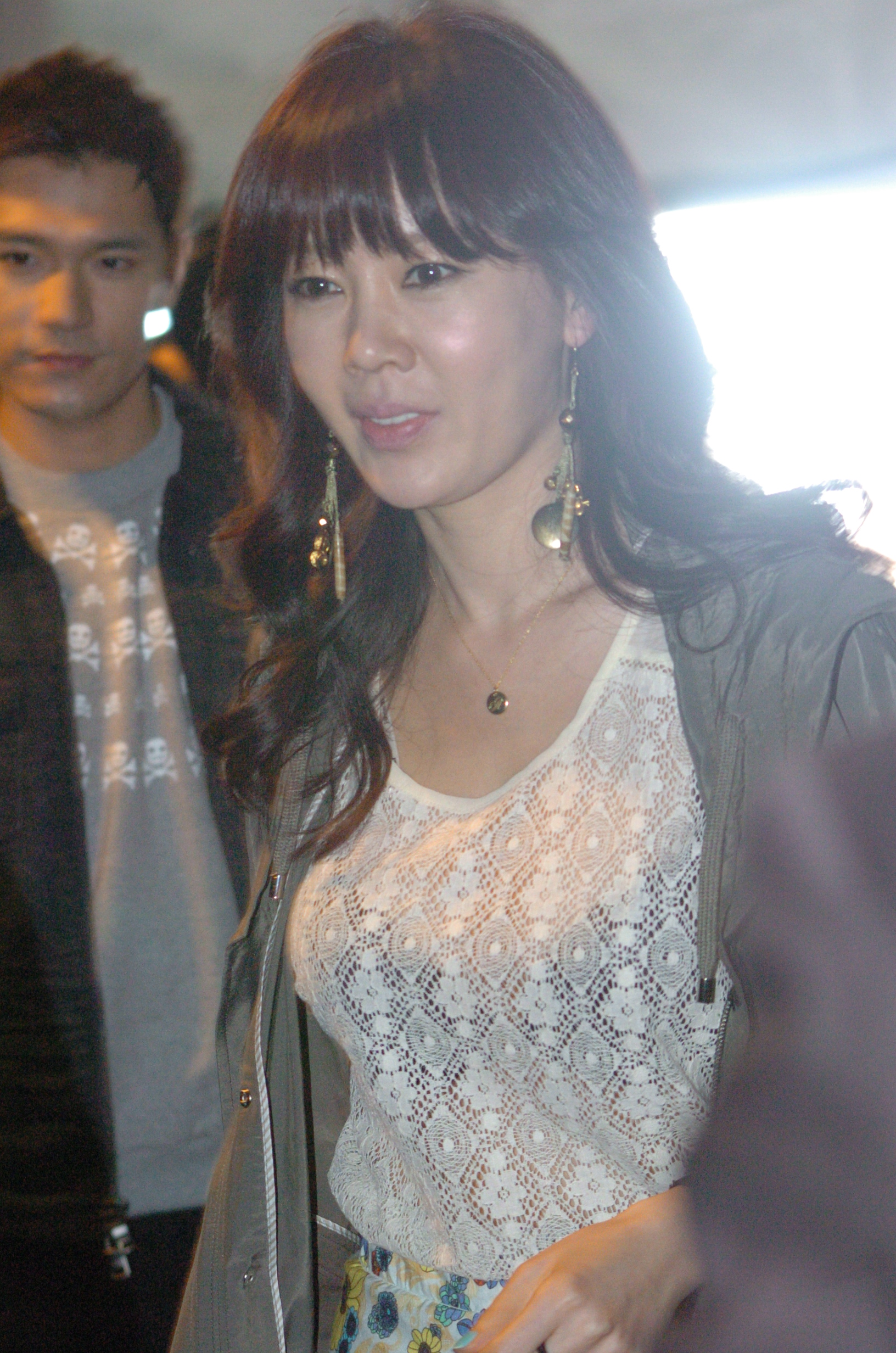
Ahn Sun-young interpreta Donna Kang.

#### Professori della Kirin
- Matt Kang (in originale: Kang Oh-hyuk), interpretato da Um Ki-joon, doppiato da Luca Bottale.
Un insegnante della Kirin, è stato l'amante della madre di Sam, Connie. Ospita Sam, Julie, Dylan e Brian a casa sua.
- Bruce Yang (in originale: Yang Jin-man), interpretato da Park Jin-young, doppiato da Diego Sabre.
Ha 37 anni ed è un insegnante d'inglese che ha rinunciato alla musica, anche se il suo sogno è ballare e cantare. Viene assunto da Julian per insegnare alla Kirin, e ha frequentato medie e superiori con Matt.
- Sue Kaden (in originale: Shi Kyung-jin), interpretata da Lee Yoon-ji, doppiata da Francesca Bielli.
Austera insegnante della Kirin, è la figlia del vice-direttore ed è particolarmente attenta a Becky. In seguito, s'innamora di Matt.
- Preside Kaden (in originale: Shi Bum-soo), interpretato da Lee Byung-joon, doppiato da Paolo Sesana.
È il vice-direttore, in seguito preside, della Kirin.
- Maeng Seung-hee, interpretata da Lee Yoon-mi, doppiata da Jenny De Cesarei.
Insegnante della Kirin, va molto d'accordo con Adam.
- Adam Kong (in originale: Gong Min-chul), interpretato da Baek Won-kil, doppiato da Matteo Zanotti.
Insegnante della Kirin, va molto d'accordo con la professoressa Maeng.
- Julian Myung (in originale: Jung Ha-myung), interpretato da Bae Yong-joon, doppiato da Lorenzo Scattorin.
Conosciuto come "il mago", è il presidente del consiglio d'amministrazione della Kirin e presiede le audizioni.

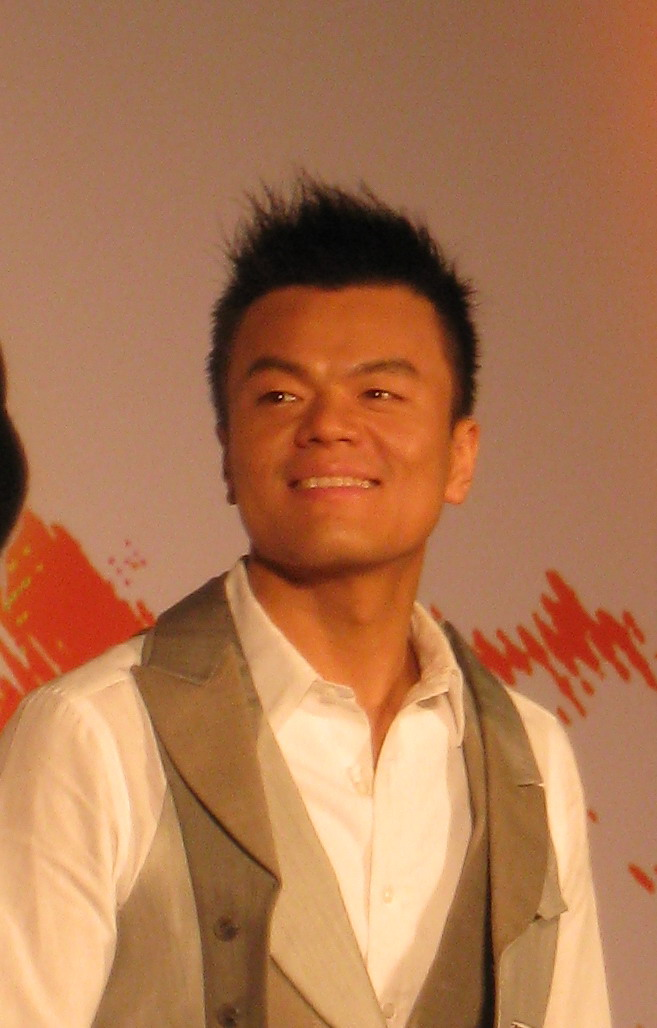
Park Jin-young interpreta Bruce Yang.
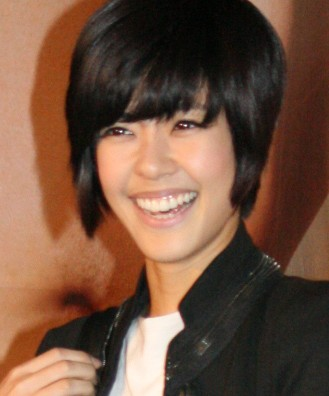
Lee Yoon-ji interpreta Sue Kaden.
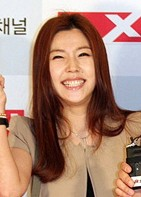
Lee Yoon-mi interpreta Maeng Seung-hee.

#### Studenti della Kirin
- Jo In-sung, interpretato da Jun Ah-min, doppiato da Massimo Di Benedetto.
È un amico di Dylan che si iscrive alla Kirin. Lavora part-time in un bar ed è innamorato di Becky.
- Jenny Jung (in originale: Jung Ah-jung), interpretata da JOO, doppiata da Serena Clerici.
È una ragazza pettegola che all'inizio fa amicizia con Becky, ma poi inizia a parlarle alle spalle.
- Park Do-joon, interpretato da Han Ji-hoo.
- Ela Lee (in originale: Lee Lia), interpretata da Yoon Young-ah, doppiata da Beatrice Caggiula.
Una celebrità che inizia a frequentare la Kirin, è molto viziata e arrogante.
- Luke Jun (in originale: Jun Tae-san), interpretato da Park Jin-sang.
- Kathy Sohyun[n 1] (in originale: Ha So-hyun), interpretata da Han Bo-reum, doppiata da ? e Beatrice Caggiula (dall'episodio 17 al 20).

1. ↑  Identificata come Jenny Jung nell'episodio 17 italiano.

## Episodi

### Adattamento italiano
In Italia, il serial è adattato dalla Merak Film, che ha apportato alcune modifiche, soprattutto nei nomi, che da coreani diventano inglesi (i cognomi, invece, sono i nomi propri originali o una loro versione semplificata), e nella durata degli episodi, che sono stati suddivisi in due parti e il loro numero è pertanto raddoppiato. Per restare nella lunghezza di 30 minuti a puntata dettata dal canale, alcune scene sono state accorciate o tagliate.
Alcune scene del serial sono censurate per rimuovere il sangue e i contenuti poco adatti al target della rete italiana (dai quattro anni, mentre in originale Dream High è indirizzata a un pubblico almeno quindicenne). Nella pubblicazione degli episodi sul canale ufficiale del serial su YouTube tutte le scene precedentemente tagliate in televisione sono state reinserite.

## Accoglienza
Dream High ha avuto un'ottima accoglienza in patria, con uno share oscillante tra il 10,7% del primo episodio e il 20,7% dell'ultimo, classificandosi spesso come drama più visto a livello nazionale.
| Episodio | Dati TNMS           | Dati TNMS                  | Dati AGB            | Dati AGB                   |
| Episodio | A livello nazionale | Area metropolitana di Seul | A livello nazionale | Area metropolitana di Seul |
| -------- | ------------------- | -------------------------- | ------------------- | -------------------------- |
| 1        | 11,3%               | 14.2%                      | 10,7%               | 11,2%                      |
| 2        | 11,5%               | 13,9%                      | 10,8%               | 11,4%                      |
| 3        | 11,7%               | 13,8%                      | 13,1%               | 13,3%                      |
| 4        | 13,4%               | 15,4%                      | 13,8%               | 14,3%                      |
| 5        | 13,7%               | 15,8%                      | 15,5%               | 17%                        |
| 6        | 13,1%               | 15,9%                      | 15,8%               | 17,1%                      |
| 7        | 15,3%               | 17,5%                      | 15,9%               | 17,2%                      |
| 8        | 14,9%               | 17,4%                      | 16,3%               | 17,7%                      |
| 9        | 14,9%               | 16,9%                      | 16,7%               | 18,3%                      |
| 10       | 16,7%               | 19,2%                      | 17,6%               | 19,3%                      |
| 11       | 16,6%               | 19,3%                      | 17,9%               | 19,3%                      |
| 12       | 15,8%               | 17,8%                      | 16,7%               | 18,9%                      |
| 13       | 17,2%               | 20,1%                      | 17,9%               | 20,1%                      |
| 14       | 16,4%               | 18,9%                      | 17,6%               | 19,3%                      |
| 15       | 17,2%               | 19,7%                      | 17,9%               | 19,5%                      |
| 16       | 18,2%               | 20,7%                      | 17,2%               | 18,6%                      |
| Media    | 14,87%              | 17,28%                     | 15,71%              | 17,03%                     |

## Colonna sonora
L'album con le canzoni, prodotto da Park Jin-young, è stato pubblicato dalla LOEN Entertainment il 14 febbraio 2011. Pur non facendo parte della colonna sonora ufficiale, sono spesso usate nel serial anche I Want to Be a Superstar, A Goose's Dream di Insooni, Only Hope di Mandy Moore e Dreaming, che IU ha composto e scritto appositamente per il drama e non è lo stesso brano cantato da Kim Soo-hyun.
1. Dream High (드림하이) – Ok Taec-yeon, Jang Woo-young, Suzy, Kim Soo-hyun, JOO
2. Someday – IU
3. My Valentine – Ok Taec-yeon e Nichkhun feat. Park Jin-young
4. If (못 잊은 거죠) – Park Jin-young
5. Maybe – Min Sun-ye
6. Can't I Love You (사랑하면 안될까) – Lee Chang-min e Jeong Jin-woon
7. Don't Go (가지마) – Jun. K e Lim Jeong-hee
8. A Part of This Dream (어떤이의 꿈) – San E feat. Sohyang
9. Winter Child (겨울아이) – Suzy
10. Dreaming – Kim Soo-hyun
11. If (strumentale) (못 잊은 거죠)
12. Maybe (strumentale)

## Riconoscimenti
- 2011 - Baeksang Arts Award
  - Nomination - Miglior nuovo regista televisivo a Lee Eung-bok.
  - Nomination - Miglior nuovo attore televisivo a Kim Soo-hyun.
  - Nomination - Miglior nuovo attore televisivo a Park Jin-young.
  - Nomination - Miglior nuova attrice televisiva a Suzy.
  - Nomination - Premio attore televisivo popolare a Kim Soo-hyun.
  - Nomination - Premio attore televisivo popolare a Park Jin-young.
  - Nomination - Premio attrice televisiva popolare a Suzy.
  - Nomination - Premio attrice televisiva popolare a IU.
  - Nomination - Premio attrice televisiva popolare a Hahm Eun-jung.
- 2011 - Korea Drama Award
  - Nomination - Miglior scrittore a Park Hye-ryun.
  - Nomination - Miglior attore di supporto a Uhm Ki-joon.
  - Nomination - Miglior attrice di supporto Lee Yoon-ji.
  - Vinto - Miglior nuovo attore a Kim Soo-hyun.
  - Nomination - Miglior nuova attrice a Suzy.
  - Vinto - Premio popolarità a Kim Soo-hyun.
- 2011 - Seoul International Drama Award
  - Nomination - Miglior miniserie.
- 2011 - Mnet Asian Music Award
  - Nomination - Miglior colonna sonora per Someday a IU.
- 2011 - SKY PerfecTV! Award
  - Vinto – Grand Prize.
  - Vinto - Premio Hallyu a Kim Soo-hyun.
- 2011 - Tokyo International Drama Festival Award
  - Vinto - Premio speciale per una serie straniera.
- 2011 - Bugs Music Award
  - Vinto - Colonna sonora dell'anno per My Valentine a Ok Taec-yeon e Nichkhun, con Park Jin-young.
- 2011 - KBS Drama Award
  - Nomination - Premio per l'eccellenza a un'attrice in una miniserie a Suzy.
  - Vinto - Miglior nuovo attore a Kim Soo-hyun.
  - Nomination - Miglior nuovo attore a Park Jin-young.
  - Vinto - Miglior nuova attrice a Suzy.
  - Nomination - Miglior nuova attrice a IU.
  - Vinto - Miglior attrice di supporto a Lee Yoon-ji.
  - Nomination - Miglior attrice bambina a Ahn Seo-hyun.
  - Vinto - Premio popolarità a Kim Soo-hyun.
  - Nomination - Premio popolarità a Suzy.
  - Vinto - Premio per la miglior coppia a Kim Soo-hyun e Suzy.
  - Nomination - Premio per la miglior coppia a Ok Taec-yeon e Suzy.
  - Nomination - Premio per la miglior coppia a Jang Woo-young e IU.
- 2011 - Cyworld Digital Music Award
  - Vinto – Canzone del mese (febbraio) per Dreaming a Kim Soo-hyun.
- 2011 - So-Loved Award
  - Nomination - Miglior drama.
- 2012 - Festival della Rosa d'oro
  - Vinto - Premio Rosa d'oro (bambini e giovani).
- 2012 - Seoul International Drama Award
  - Nomination - Miglior serie drammatica coreana.
  - Nomination - Miglior attrice coreana a Suzy.
- 2013 - USTv Students Choice Award
  - Vinto - Miglior soap opera straniera[14].